# Hjoåns dalgång
Hjoåns dalgång är sedan 2001 ett 21 hektar stort kommunalt naturreservat i Hjo kommun i Västergötland.
Reservatet är ett smalt grönområde omkring Hjoån, som är cirka 4,5 kilometer lång. Ån har sin början i Mullsjön och sträcker sig nedströms från Länsväg 195, från Herrekvarn till Hjoåns mynning i Vättern. Själva naturreservatet, som är 2,5 kilometer långt och mellan tio och 180 meter brett skiljer de södra och de norra delarna av tätorten Hjo. Marken har tidigare under århundradena delvis varit slåtter- och betesmarker. Nu växer där klibbal och grova ekar. 
I Hjoån finns vätteröring och harr, som reproducerar sig där. I grönområdet häckar många fågelarter, som mindre hackspett, kattuggla och stjärtmes. En naturstig leder från hamnen upp till vattenfallet vid Grebbans kvarn, en sträcka på omkring två kilometer.
Dalgången med dess fall och forsar har sedan medeltiden nyttjats för att driva kvarnar och andra verk. Grebbans kvarn från 1902, som ligger vid det största fallet, är en av de bevarade kvarnbyggnaderna utmed Hjoån. 
Området ingår i EU:s ekologiska nätverk av skyddade områden, Natura 2000.

## Bildgalleri

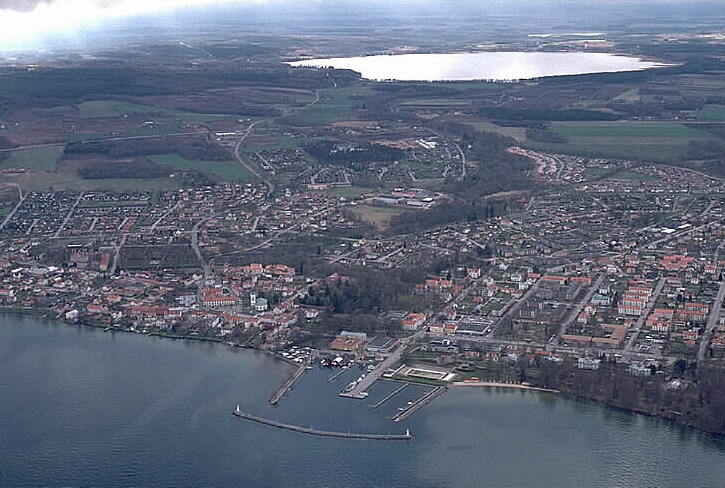
Mullsjön och Hjo i april 1990.
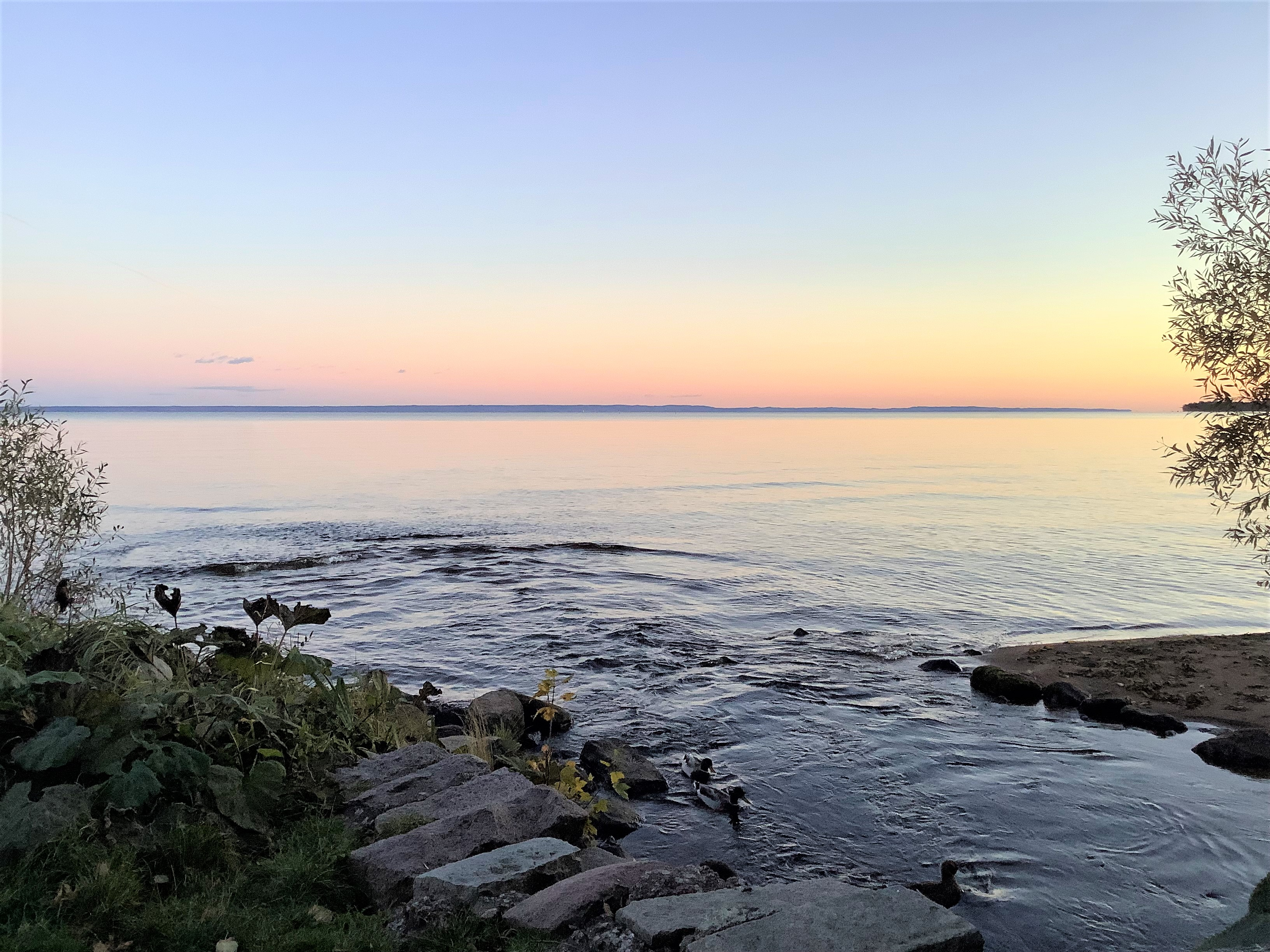
Hjoåns mynning i Vättern, 2021.
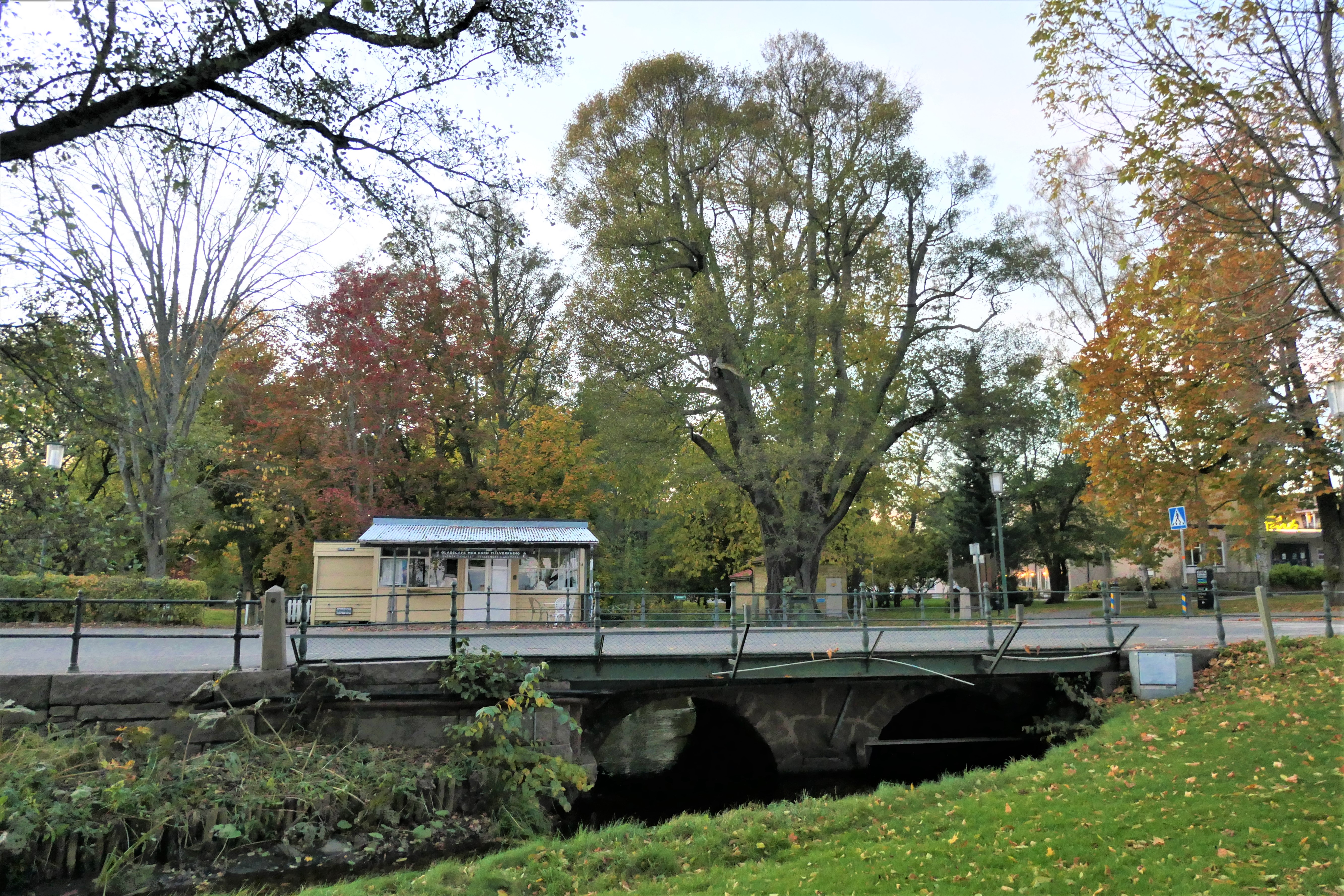
Norrbro på Hamngatan knappt hundra meter från Vättern är Hjoåns ostligaste bro.
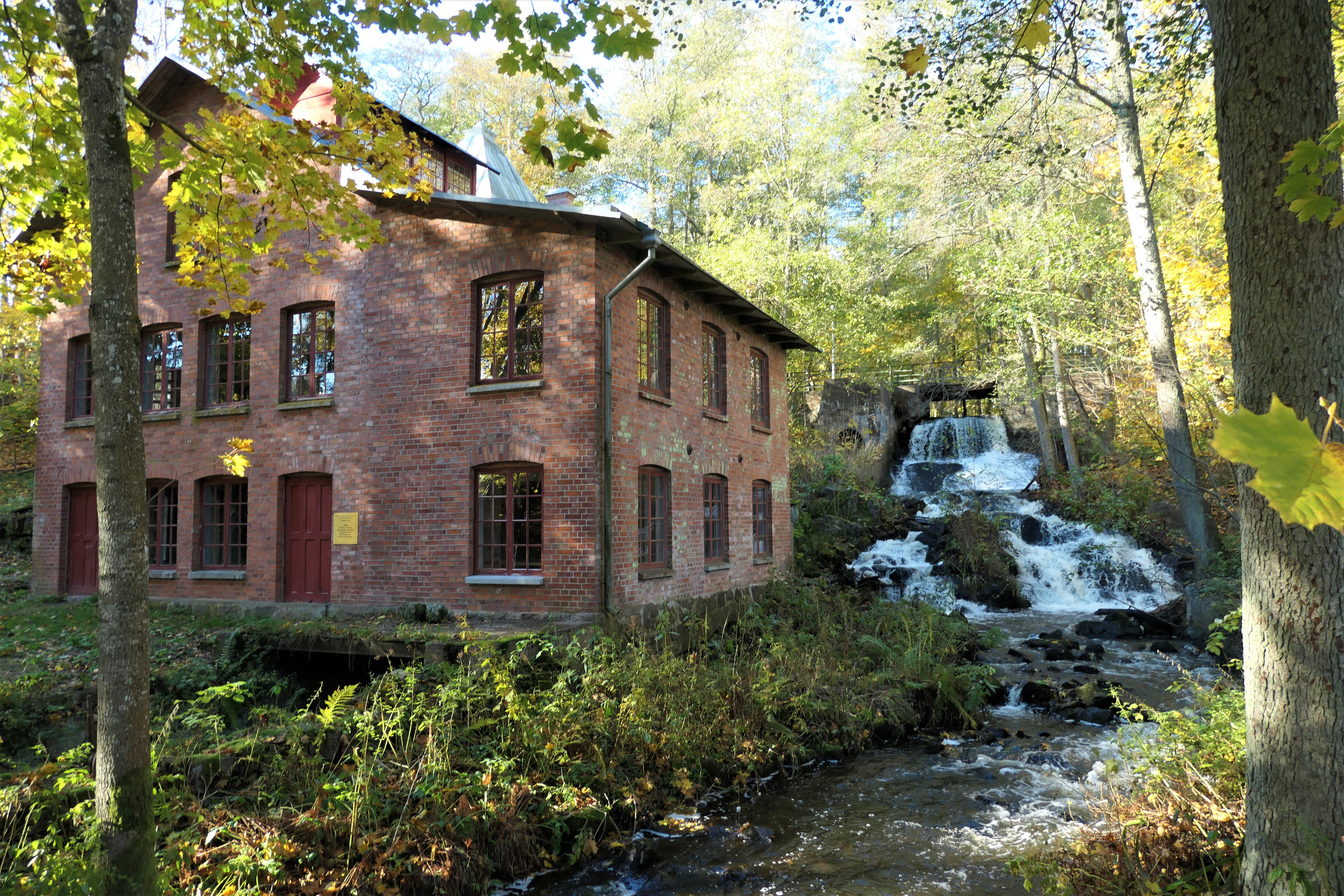
Grebbans kvarn